# Eozapus setchuanus
Genre
Espèce
Statut de conservation UICN

 LC  : Préoccupation mineure
Eozapus setchuanus est une espèce de mammifères rongeurs de la famille des Dipodidae. Il s'agit de la seule espèce actuelle du genre Eozapus. On la rencontre en Chine. Considérée comme vulnérable par l'UICN en 1996, l'espèce semble hors de danger d'après les estimations de 2008.

## Liste d'espèces du genreEozapus
Selon Mammal Species of the World (version 3, 2005)  (20 sept. 2012), Catalogue of Life (20 sept. 2012), ITIS (20 sept. 2012), NCBI (20 sept. 2012) :
- Eozapus setchuanus (Pousargues, 1896)

Selon Paleobiology Database (20 sept. 2012) :
- Eozapus setchuanus
- Eozapus similis
- Protozapus intermedius

### Pour l'espèce
- (en) Mammal Species of the World (3e  éd., 2005) :  Eozapus setchuanus   Pousargues, 1896 (consulté le 20 septembre 2012)
- (en) Catalogue of Life : Eozapus setchuanus (Pousargues, 1896) (consulté le 15 décembre 2020)
- (fr + en) ITIS : Eozapus setchuanus  (Pousargues, 1896) (consulté le 20 septembre 2012)
- (en) Animal Diversity Web : Eozapus setchuanus (consulté le 20 septembre 2012)
- (en) NCBI : Eozapus setchuanus (taxons inclus) (consulté le 20 septembre 2012)
- (en) UICN : espèce Eozapus setchuanus Pousargues, 1896 (consulté le 20 mai 2015)

### Pour le genre
- (en) Mammal Species of the World (3e  éd., 2005) :  Eozapus   Preble, 1899 (consulté le 20 septembre 2012)
- (en) Catalogue of Life : Eozapus Preble, 1899 (consulté le 11 décembre 2020)
- (fr + en) ITIS : Eozapus  Preble, 1899 (consulté le 20 septembre 2012)
- (en) Paleobiology Database : Eozapus  Preble 1899 (consulté le 20 septembre 2012)
- (en) Animal Diversity Web : Eozapus (consulté le 20 septembre 2012)
- (en) NCBI : Eozapus (taxons inclus) (consulté le 20 septembre 2012)
- (en) UICN : taxon  Eozapus  (consulté le 6 janvier 2023)